# Libitina
Libitina è una divinità arcaica romana, incaricata di badare ai doveri ed ai riti che si tributavano ai morti e che perciò presiedeva ai funerali. Aveva un proprio santuario nei pressi di un bosco sacro (lucus Libitinae), situato sul colle Esquilino, presso la Porta Esquilina (Arco di Gallieno). Laggiù si riunivano gli impresari di pompe funebri (libitinarii). Questa dea presenta delle analogie con Proserpina e non possiede alcuna leggenda propria.
A causa di una falsa etimologia, essendo Libitina simile a Libido (la passione), nelle epoche romane successive questa arcaica divinità venne associata a Venere e quindi il nome Libitina divenne uno degli epiteti di quest'ultima.